# William D. Hamilton
William Donald „Bill“ Hamilton (* 1. August 1936 in Kairo, Ägypten; † 7. März 2000 in London) war ein britischer Biologe, der Forschungen auf dem Gebiet der Theoretischen Biologie, Ethologie, Evolutionsbiologie, Zoologe und Genetik betrieb. Er wurde berühmt für seine theoretische Arbeit, welche die genetische Grundlage für die Theorie der Verwandtenselektion (kin selection) lieferte. Er kann als ein Vorläufer der Soziobiologie angesehen werden, die von Edward O. Wilson begründet wurde.

## Leben

### Frühe Jahre
Hamilton wurde 1936 in Kairo als zweitältestes von sechs Kindern geboren. Sein Vater, A. M. Hamilton war ein in Neuseeland geborener Ingenieur, und seine Mutter, B. M. Hamilton, war eine Ärztin.
Die Familie Hamilton zog nach Kent als Bill ein Junge war. Während des Zweiten Weltkrieges war er nach Edinburgh evakuiert. Er interessierte sich früh für Naturkunde und verbrachte seine Freizeit damit Schmetterlinge und andere Insekten zu sammeln. 1946 entdeckte er das Buch Butterflies (Schmetterlinge) von E. B. Ford, welches ihn in die Prinzipien der Evolution einführte.
Er wurde an der Tonbridge Schule erzogen, wo er im Schulhaus wohnte. Als 12-Jähriger wurde er ernsthaft verwundet, als er mit Sprengstoff spielte, den sein Vater übriggelassen hatte, als er Handgranaten für die Heimatverteidigung während des Zweiten Weltkrieges herstellte. Man musste ihm Finger an der rechten Hand amputieren und es benötigte sechs Monate bis zu seiner Genesung.
Während seiner ersten Studienjahre am St John’s College, Universität Cambridge mit Abschluss (B. S.) 1960, wurde er wesentlich von Ronald Fishers Buch The Genetical Theory of Natural Selection beeinflusst, welches eine mathematische Grundlage für Evolutionsgenetik lieferte. In der Hauptsache wandte es sich gegen die Vorstellungen der Gruppenselektion.

### Hamiltons Regel
Während seiner Zeit am University College London und der London School of Economics and Political Science schrieb Hamilton 1968 seine Doktorarbeit über die Grundsätze, die später als 'Hamiltons Regel' der Gesamtfitness bekannt wurden. Seine Arbeiten über dieses Thema werden heute weltweit zitiert.
Die Gesamtfitness eines Lebewesens kann demnach als die Anzahl der eigenen Gene, die an die nachfolgende Generation weitergegeben wird, gemessen werden. Nach John Maynard Smith setzt sie sich zusammen aus
a) der direkten Fitness, den eigenen Genen in den eigenen Nachkommen, und
b) der indirekten Fitness, den eigenen Genen, die durch Verwandte zusätzlich an fremde Nachkommen weitergegeben wurden.
Da Verwandte zum Teil dieselben Gene besitzen wie das Individuum, fördert dieses durch Helferverhalten die Weitergabe des eigenen Erbguts (Verwandtenselektion, kin selection). Dieser Altruismus ist nur dann erfolgreich und breitet sich aus, wenn der Nutzen für denjenigen, der das altruistische Verhalten zeigt, größer ist als die Kosten, die er dafür investieren muss (Hamiltons Regel).
Mathematisch ausgedrückt muss das Verhältnis von Nutzen (B) zu Kosten (C) größer sein als eins dividiert durch den Verwandtschaftsgrad.
{\displaystyle {B \over C}>{1 \over r}} beziehungsweise {\displaystyle {r\cdot B>C}}
mit B: Nutzen (benefit); C: Kosten (cost); r: Verwandtschaftskoeffizient (relatedness)
Beispiel: Ein Tier, das durch seine Hilfe auf zwei eigene Nachkommen verzichtet (C = 2), dafür aber einem Geschwister (Verwandtschaftsgrad zwischen Geschwistern bei diploiden Organismen (r = 0,5) hilft, fünf zusätzliche Nachkommen (B = 5) zu produzieren, hat eine höhere Gesamtfitness als ein Tier, das „egoistisch“ nicht hilft.
Unter Einbeziehung der verschiedenen Verwandtschaftsgrade zum Empfänger und zu den eigenen Nachkommen ergibt sich folgende Formel:
{\displaystyle {r_{B}\cdot B>r_{C}\cdot C}}
{\displaystyle {r_{B}}}: Verwandtschaftsgrad des Gebers zu den Nachkommen des Empfängers; {\displaystyle {r_{C}}}: Verwandtschaftsgrad des Gebers zu den eigenen Nachkommen
Die obige Formel trug wesentlich zum Verständnis des Altruismus bei sozialen Insekten bei. Aufgrund der ungewöhnlichen Haplodiploidie sozialer Insekten (Ameisen, Bienen und Wespen) ergibt sich bei Vollschwestern eines Nestes ein Verwandtschaftskoeffizient von 0,75 miteinander, mit ihren Vollbrüdern 0,25. Mit ihren eigenen Nachkommen sind diese Arbeiterinnen jedoch nur zu 50 % (r = 0,5), also weniger als mit den Schwestern, verwandt. Als Folge ist es für Arbeiterinnen sozialer Insekten, wenn die Königin sich nur einmal gepaart hat, genetisch vorteilhafter, eigene Schwestern als Töchter aufzuziehen.

### Außergewöhnliche Geschlechterverhältnisse
Zwischen 1964 und 1978 war Hamilton Dozent am Imperial College London. Dort veröffentlichte er einen Aufsatz in Science über ‚Außergewöhnliche Geschlechterverhältnisse‘. Ronald A. Fisher hatte 1930 ein Modell vorgeschlagen, warum das normale Geschlechterverhältnis beinahe immer 1 : 1 ist und dass ungewöhnliche Verhältnisse wie bei den Wespen einer Erklärung bedürfen. Dies eröffnete ein ganz neues Forschungsgebiet. Der Aufsatz führte das Konzept der unschlagbaren Strategie ein, das John Maynard Smith und George R. Price zur evolutionär stabilen Strategie ESS weiterentwickelten, einem Konzept der Spieltheorie, das nicht nur auf die Evolutionsbiologie beschränkt war.
Popularität gewann seine Arbeit, als sie durch Richard Dawkins 1976 in Dawkins Buch Das egoistische Gen bekanntgemacht wurde.
1976 heiratete er Christine Friess, sie hatten drei Töchter, Helen, Ruth und Rowena. Später ließen sie sich scheiden.
Er war Gastprofessor an der Harvard-Universität und verbrachte später neun Monate bei der Royal Society und der Royal Geographical Society ‚Xavantina-Cachimbo Expedition‘ als Gastprofessor an der Universität von São Paulo.
Von 1978 an war er Professor für Evolutionsbiologie an der University of Michigan. Gleichzeitig wurde er als ausländisches Ehrenmitglied der American Academy of Arts and Sciences gewählt. Seine Ankunft löste Proteste und Sitzstreiks unter Studenten aus, die seine Ansichten in der Soziobiologie nicht teilten.

### Zurück in Großbritannien
Im Jahre 1980 wurde er zum Mitglied der Royal Society gewählt, und 1984 wurde er Royal Society Research Professor am New College, Universität Oxford, Abteilung Zoologie, wo er bis zu seinem Tode blieb.
Von 1994 an lebte er mit Maria Luisa Bozzi, einer italienischen Schriftstellerin, zusammen.

### Zur Entstehung von AIDS
Während der 1990er Jahre wurde Hamilton zunehmend überzeugt davon, dass die Herkunft der AIDS-Epidemie in verseuchtem Serum bei der Polio-Schluckimpfung (engl. Oral Polio Vaccines, abgekürzt OPV) in Afrika während der 1950er Jahre lag (die OPV-AIDS-Hypothese). Briefe von Hamilton an Science wurden von der Zeitschrift zurückgewiesen, unter der Klage, dass das medizinische Establishment gegen die OPV-AIDS-Hypothese vorgehen würde.
Um Beweise für die OPV-AIDS-Hypothese zu erhalten, wollte man den natürlichen Pegel des Simianen Immundefizienz-Virus (SIV) in Primaten feststellen. Dazu wagte sich Hamilton mit zwei anderen Kollegen in die kriegszerrissene Demokratische Republik Kongo, wo er sich mit Malaria ansteckte. Er wurde nach Hause gebracht und verbrachte sieben Wochen im Krankenhaus, bevor er starb.

### Gedenkfeier
Eine weltliche Gedenkfeier (er war Atheist) wurde am Samstag, 1. Juli 2000 in der Kapelle von New College Universität Oxford abgehalten, organisiert von Richard Dawkins.

## Auszeichnungen
- 1978 Ausländisches Ehrenmitglied der American Academy of Arts and Sciences
- 1980 Mitglied der Royal Society von London
- 1982 Newcomb Cleveland Prize der American Association for the Advancement of Science
- 1988 Darwin-Medaille der Royal Society von London
- 1989 Linné-Medaille der Linnean Society of London
- 1991 Frink Medal der Zoologischen Gesellschaft von London
- 1992/3 Wanderpreis der Universität Bern
- 1993 Crafoord-Preis der Schwedischen Akademie der Wissenschaften
- 1993 Kyoto Prize der Inamori Foundation
- 1995 Fyssen Prize der Fyssen Fondation
- 1999 Mitglied der American Philosophical Society[1]

## Werke
- W.D. Hamilton (1963) The evolution of altruistic behavior. — The American Naturalist 97: 354–356.
- W.D. Hamilton (1964) The genetical evolution of social behaviour I and II. — Journal of Theoretical Biology 7: 1-16 and 17-52. PMID 5875341, PMID 5875340.
- W.D. Hamilton (1966) The moulding of senescence by natural selection. — Journal of Theoretical Biology 12: 12–45.
- W.D. Hamilton (1967) Extraordinary sex ratios. Science 156: 477-488. PMID 6021675 JSTOR
- W.D. Hamilton (1970) Selfish and spiteful behaviour in an evolutionary model. — Nature 228:1218–1220.
- W.D. Hamilton (1971) The geometry of the selfish herd. — Journal of Theoretical Biology 31: 295–311.
- W.D. Hamilton (1972) Altruism and related phenomena, mainly in social insects. — Annual Review of Ecology and Systematics 3: 193–232.
- W.D. Hamilton (1975) Innate social aptitudes of man: an approach from evolutionary genetics. (Memento vom 9. Oktober 2004 im Internet Archive) in R. Fox (ed.), Biosocial Anthropology, Malaby Press, London, 133-53.
- W.D. Hamilton (1980) Sex versus non-sex versus parasite. — Oikos 35: 282–290.
- Axelrod, R. und W.D. Hamilton (1981) The evolution of co-operation Science 211: 1390-6 Pubmed, JSTOR
- W.D. Hamilton und Marlene Zuk (1982) Heritable true fitness and bright birds — a role for parasites. — Science 218: 384–387.
- W.D. Hamilton (1996) Narrow Roads in Gene Land vol. 1 Oxford University Press, Oxford. ISBN 0-7167-4530-5.
- W.D. Hamilton (2000) My intended burial and why, Ethology Ecology and Evolution 12 111-122 link (Memento vom 8. Februar 2006 im Internet Archive)
- W.D. Hamilton (2002) Narrow Roads in Gene Land vol. 2 Oxford University Press, Oxford. ISBN 0-19-850336-9.
- A.W.F. Edwards (1998), Notes and Comments. Natural selection and sex ratio: Fisher's sources. American Naturalist 151: 564-569.
- Ronald Fisher (1930) The Genetical Theory of Natural Selection. Clarendon Press, Oxford.
- E. B. Ford (1945) New Naturalist 1: Butterflies. Collins: London.
- John Maynard Smith und George R. Price (1973) The logic of animal conflict. Nature 146: 15—18.